# +44
+44 означава също международния телефонен код на Великобритания
„+44“, позната още като „Plus Forty Four“, „Plus-44“ и „(+44)“, е бивша рок група от Сан Диего, щата Калифорния, САЩ. Музиката им според някои се класифицира като поп пънк и алтернативен рок.
Името произлиза от международния телефонен код на Обединеното кралство, където Хопъс и Баркър за пръв път обсъждат новия проект.
Групата е сформирана от бившите членове на групата blink-182 Марк Хопъс (баскитара и вокал) и Травис Баркър (барабани). В групата също така свирят бившият китарист на The Transplants Крейг Фейрбоу и Шейн Галагър, водещ китарист на The Nervous Return. Първият албум на групата носи името „When Your Heart Stops Beating“ и е пуснат в продажба на 13 ноември 2006 г. в Обединеното кралство.

## Дискография
| Издаден | Име                           | От албум                      | Позиция в класациите | Позиция в класациите | Позиция в класациите | Позиция в класациите | Позиция в класациите | Позиция в класациите | Позиция в класациите |
| Издаден | Име                           | От албум                      | Свят                 | Европа               | BG                   | USA                  | UK                   | AUS                  | GER                  |
| ------- | ----------------------------- | ----------------------------- | -------------------- | -------------------- | -------------------- | -------------------- | -------------------- | -------------------- | -------------------- |
| 2006    | Lycanthrope                   | When Your Heart Stops Beating | —                    | —                    | —                    | —                    | —                    | —                    | —                    |
| 2006    | When Your Heart Stops Beating | When Your Heart Stops Beating | —                    | —                    | —                    | 89                   | —                    | —                    | —                    |
| 2007    | Baby Come On                  | When Your Heart Stops Beating | —                    | —                    | —                    | —                    | —                    | —                    | —                    |
| 2007    | 155                           | When Your Heart Stops Beating | —                    | —                    | —                    | —                    | —                    | —                    | —                    |
|         | Общ брой сингли номер едно    |                               | —                    | —                    | —                    | —                    | —                    | —                    | —                    |
|         | Общ брой сингли в топ пет     |                               | —                    | —                    | —                    | —                    | —                    | —                    | —                    |